# Luigi Legnani (scultore)
Luigi Legnani (Ferrara, 29 dicembre 1851 – Ferrara, 11 settembre 1910) è stato uno scultore e pittore italiano.

## Biografia

### Periodo giovanile
Nacque in una famiglia numerosa dal violinista-bandista Francesco e da Maria Caselli; il padre, con sette figli a carico, a causa delle gravi difficoltà economiche nel 1857 dovette richiedere al Comune un sussidio di povertà, inviando poi il 13 agosto 1868 al Consiglio della Deputazione Provinciale una petizione per poter far proseguire gli studi al figlio Luigi, alla civica scuola d'arte ferrarese, ottenendo il contributo dal 19 febbraio dell'anno successivo. Il giovane Luigi si distinse nella suddetta scuola (dove studiò dal 1864 al 1876), situata a Palazzo dei Diamanti, negli anni accademici 1865-66 e 1866-67, allievo di Girolamo Domenichini, figlio di Gaetano, alla scuola di Disegno di Figura, venendo premiato per due teste di gesso mentre alla scuola di Elementi di Ornato, sotto Giovanni Pividor, ottenne una menzione di lode per la "copia della stampa a lapis lumeggiata". Nel 1872, sempre sotto Domenichini, ottenne la medaglia di bronzo (secondo premio) per una copia da una statua in gesso, mentre il primo premio fu vinto da Gaetano Previati.
Nel 1869 Legnani si iscrisse alla Scuola di Scultura, precedentemente chiusa da un lustro a causa della morte del docente Giuseppe Ferrari e fatta riaprire, richiamandolo da Roma, da Angelo Conti.
Nel 1872 ottenne un'altra medaglia di bronzo per una statua "dal vero" e una in argento per una "dall'antico" mentre l'anno successivo, assieme al compagno Ernesto Maldarelli, chiese alla presidenza della Società Tisi di poter esporre delle proprie opere, venendo poi premiati nel 1874 (Legnani per un torso dal genio greco a bassorilievo). Fra gli altri allievi, vi erano Emanuele e Giulia Davia (figli del marmista Gaetano) Emilio Fei e Luigi Crivellucci. Il 1876 vide Legnani premiato nuovamente con 50 lire per un lavoro in gesso e con la medaglia d'argento per un saggio del nudo dal vero alla Scuola di Pittura e Nudo, diretta da Giovanni Pagliarini. Sia a Legnani che a Giuseppe Mentessi, venne rilasciata una somma di denaro dalla Provincia di Ferrara con delibera del 12 febbraio 1877, su richiesta avanzata dal giovane Luigi il 24 ottobre dell'anno prima. Da Conti, deceduto nel 1876, il giovane scultore apprese sia la tecnica che lo stile, ripercorrendo la maniera dell'insegnante in alcune sue opere successive, come nel Gesù benedicente per la tomba Poli (oggi Teodori Zecchi, arco n. 263) e i busti della famiglia, tra cui Gaetano, simile a quello di Conti per il sepolcro Santini, entrambi nella Certosa cittadina. Rimasta sfornita di insegnanti la scuola ferrarese, Legnani scelse di perfezionarsi all'Accademia di Brera, dopo aver presentato nel 1877 sia dipinti (Il medico condotto, La porta degli Angeli, Le prime ore del mattino) che sculture (Il Dolore) all'Esposizione del Circolo Artistico Industriale di Ferrara.

### Periodo milanese
Viste le difficoltà nel mantenersi agli studi, inviò il 12 agosto 1878 l'ennesima supplica al Consiglio Comunale di Ferrara, avendo nel contempo richiesto ed ottenuto emolumenti dalla Provincia, raccomandato dal Comune, come le 166,66 lire ottenute assieme ad altri valenti giovani ferraresi trapiantati a Brera, quali Previati e Mentessi. Fu ammesso il 25 maggio 1878 alla Scuola di Nudo e il 1º maggio 1879 (matricola n. 635=1) al primo anno del corso di scultura fra gli allievi di Francesco Barzaghi, che influì molto sulla formazione di Legnani. Altro insegnante in contatto col ferrarese fu quello di Prospettiva, Luigi Bisi, futuro direttore dell'accademia braidense. Fu proprio Bisi a documentare ad Agostino Villani, segretario della Deputazione Provinciale di Ferrara, i progressi del giovane studente, che nel frattempo aveva ricevuto un importante premio ex aequo "per la copia del nudo in bassorilievo, negli esperimenti finali".
Nel 1880, fu Barzaghi a sottoscrivere l'ennesima richiesta di contributi, datata 11 agosto, inviata dal ferrarese alla propria provincia. Dal maestro, Luigi apprese le più sapienti manipolazioni della materia marmorea, dallo stiacciato ai sottoquadri. Nel 1881 invia a Ferrara un'altra richiesta di sussidio per poter inviare alla rassegna di Brera una statua a grandezza naturale di musicante, una fanciulla che suona la ghironda, eseguita in gesso e dapprima in creta, di gusto crepuscolare e patetico, in sintonia con il gusto coevo della Scapigliatura lombarda se non addirittura "populista", dove si notano le influenze dei maestri milanesi da lui ammirati, dal Barzaghi fino a Giuseppe Grandi.

### Il ritorno a Ferrara
Dopo la mostra del 1881, Legnani rientrò ormai trentenne nella sua città d'origine per lavorarvi come scultore a tempo pieno, mentre la cattedra di scultura alla scuola civica era stata assegnata a Luigi Bolognesi, che vi rimase per circa un lustro. Qui iniziò a lavorare alla Certosa cittadina, in cui i primi lavori documentati furono i medaglioni dei fratelli Giovanni e Angelina Borsari, figli dell'ing. Angelo, morti entrambi nel 1881, risultanti come eseguiti già nell'ottobre 1881 nel suo studio di Via Borgoleoni n. 67 (Palazzo Crispi e successivamente in via Colonna, n. 1) ma collocati il 21 dicembre 1883, arco 217.

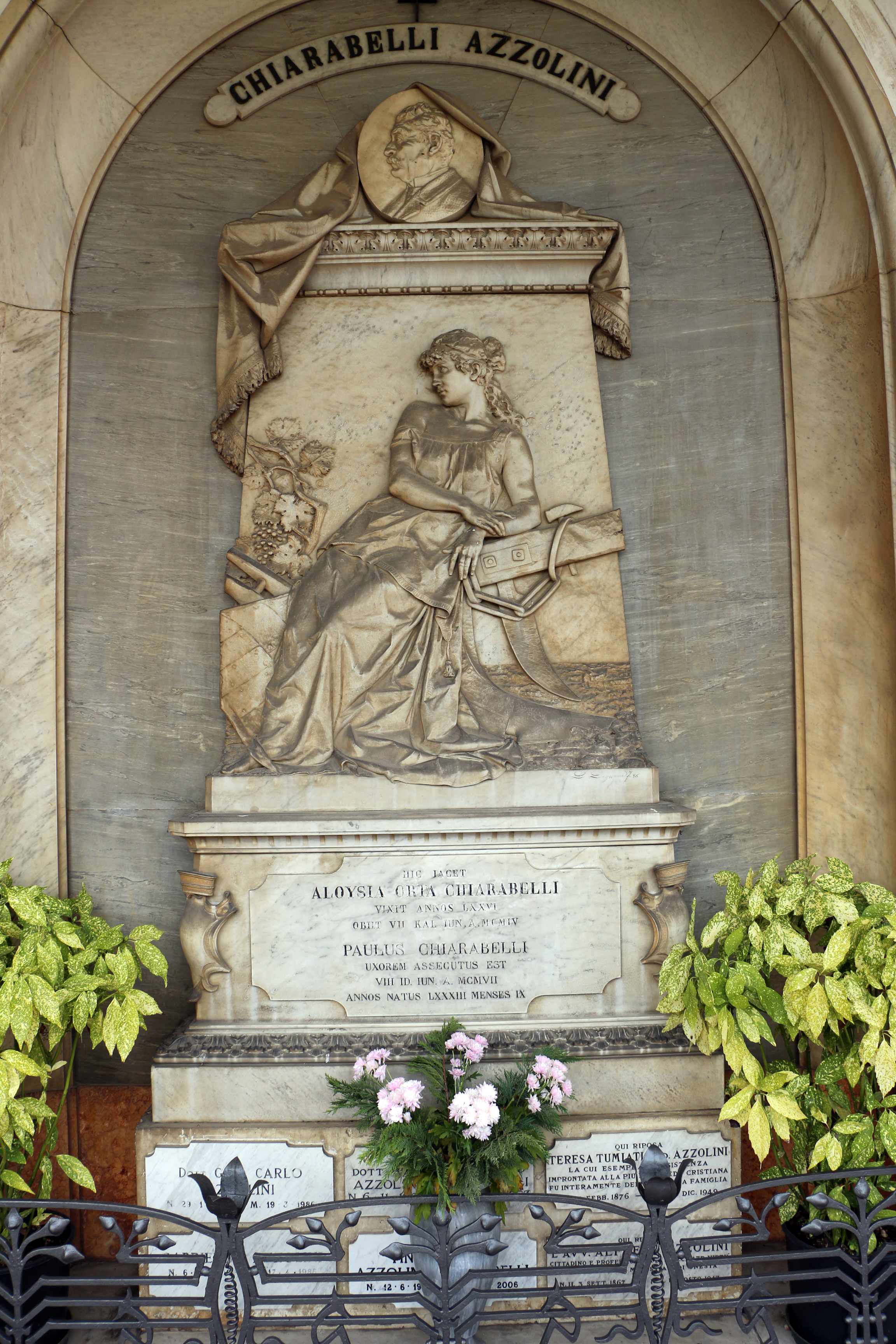
Monumento Chiarabelli Azzolini, 1886

L'anno seguente eseguì quelli di Adelisia Ravalli (Colombario 123, sala Casazza) e Francesco Carnevali (Colombario 103, sala Casazza), di fine caratterizzazione espressiva e subito dopo il monumento Mari Monti (area tra San Cristoforo ed il Famedio), l'unica eseguita da Legnani a tutto tondo. Del 1883 un altro medaglione (prefetto Miani, arco 126) e le prime committenze pubbliche ad opera della Deputazione Provinciale di Ferrara, che l'aveva sostenuto negli studi. Dopo la morte di Garibaldi, la stessa Deputazione gli commissionò nel 1883 un ritratto a mezzobusto in marmo, destinato alla Sala del Consiglio in Castello, il cui gesso fu donato alla Tisi. Visto il successo dell'opera, gli fu commissionato nello stesso anno anche il ritratto di Cavour; probabilmente suoi (o almeno uno di essi), anche i tre busti di re sabaudi un tempo presenti nella Sala dei Giochi in Castello, ora irreperibili. Volendo diventare soprattutto ritrattista per gli esponenti della borghesia cittadina ed esecutore delle loro tombe, quest'ultimo, nell'intento di aggiornare il Purismo degli allievi di Tenerani e la vena realistica ma un po' algida degli allievi più fecondi come Torregiani e Zuffi, nel 1884 realizzò la lapide di Celio Calcagnini dopo il rifiuto da parte di Legnani e di Davia a causa del basso compenso. A riprova del successo delle opere in Certosa, Legnani venne eletto membro della Tisi agli inizi del 1882 e l'anno seguente prese parte alla commissione di un'Esposizione Benefica promossa dalla società. Nel 1885 partecipò all'importante mostra artistico-industriale allestita a Palazzo dei Diamanti, primeggiando nella sezione Scultura (dove parteciparono Luigi Bolognesi, Angelo Lana ed il giovane Giovan Battista Longanesi-Cattani) e venendo premiato con la medaglia d'oro, vincendo l'ambìto Premio Bortoletti.
Nel 1886 fu nominato insegnante di Plastica al Civico Ateneo al posto di Luigi Bolognesi, partito definitivamente per Roma. Gli successe nel 1910 Giovan Battista Longanesi-Cattani, che più volte lo aveva sostituito a causa delle assenze dovute alla sua salute cagionevole. Tra i migliori allievi di Legnani, vi furono Arrigo Minerbi, Mario Sarto, Giovanni Pietro Ferrari, Giuseppe Virgili e Annibale Zucchini.
Agli inizi degli anni Ottanta, assieme ad altri artisti, si dimise dalla Tisi per formare il Circolo Artistico Ferrarese. Il 7 agosto 1892 sposò Elisa Piombelli, nata nel 1874, dalla cui unione nascerà il 20 marzo 1898 Francesco. Le attività espositive del nuovo circolo si tennero in una sala del teatro in piazza Sacrati (1893), per quanto ebbero breve durata: già nell'84, lo scultore risulta tornato ad esporre con la Tisi. Il 12 giugno 1895 inaugurò nelle sale della biblioteca pubblica il Busto di Tasso, commissionatogli dal Comune e dove, servendosi di colte citazioni, impartì lezioni artistiche sui secoli precedenti.
L'inizio del nuovo secolo gli vide commissionato un busto di Vittorio Emanuele III per l'Aula Consiliare della Provincia, allora posta nel Salone dei Giochi in Castello, ora irreperibile assieme a quelli di Vittorio Emanuele II e di Umberto I. Appena prima (1899), gli era stata assegnata l'esecuzione del busto dell'erudito ferrarese Antonio Frizzi, al cui concorso partecipò anche Ambrogio Zuffi.
Probabilmente partecipò al concorso indetto per l'esecuzione di un busto dedicato all'allora scomparso da poco Giuseppe Verdi, assieme ai colleghi Minerbi, Angelo Lana e Gaetano Galvani, vinto da quest'ultimo, la cui opera fu inaugurata febbraio 1903 nell'atrio del teatro comunale. Appena dopo, si rivalse su Galvani eseguendo il ritratto di Girolamo Frescobaldi, destinato allo stesso teatro. Nei primi del novecento, sembra quasi soffrire di dissociazione schizofrenica, riproducendo in copia meccanica svariati ritratti ottocenteschi iper-veristi precedentemente eseguiti, da quello del duca Galeazzo Massari per l'atrio della Casa di Riposo, quello dei Carlo Grillenzoni (donato da lui stesso nel 1905 al Museo del Risorgimento dopo averlo nuovamente esibito alle collettive locali).
Dopo le entusiaste recensioni relative al Monumento di Anna Barillari-Cavalieri, Legnani fu coinvolto riguardo al concorso per il monumento dedicato a Garibaldi, dapprima come membro della giuria-commissione tecnica assieme a Augusto Droghetti, Pietro Niccolini e Giuseppe Agnelli, rinunciando poi all'incarico a favore dell'ing. Giuseppe Gatti Casazza, figlio di Stefano, uno dei promotori del concorso. L'esecuzione del monumento du affidata a Tullo Golfarelli, residente a Bologna, anch'egli membro della giuria, nonostante il bando fosse riservato ai soli artisti ferraresi. Viste le vicissitudini del concorso (pare che Golfarelli avesse presentato un modello copiato da Luigi Bolognesi, che risentito della questione, già psicolabile, si suicidò a Roma nella mattinata del 15 dicembre 1907) anche Legnani accusò sintomi non solo psicologici ma anche fisici, fino a vedersi sostituito nell'insegnamento dal supplente Longanesi-Cattani alla cattedra di Scultura nella civica scuola. Ciò non gli impedì di collaborare con la novella associazione Ferrariae Decus, sorta nel 1906 grazie a Giuseppe Agnelli, in svariate attività di restauratore. Inoltre, nel 1910 inviò alla Regina Elena un di lei ritratto su medaglione in bronzo, ricevendo un orologio con catena d'oro come ricompensa.
Si spense a Ferrara a causa di un aneurisma aortico. Al funerale parteciparono Maldarelli, Diegoli, Zuffi, Roda, Droghetti, Angelo Longanesi (reggendo i cordoni del carro) nonché Edmondo Fontana, Amerigo Ferrari, Amedeo Colla, il collezionista Emilio Arlotti, l'ing. Carini e gli alunni della scuola civica, intitolata nel frattempo a Dosso Dossi, tra cui Mario Sarto: quest'ultimo eseguì sia il ritratto marmoreo sulla tomba dell'insegnante sia una copia in marmo del suo Tancredi Trotti Mosti collocata al Museo del Risorgimento (nonostante le cronache dell'epoca si dimenticarono di attribuire l'originale a Legnani).

## Altre attività
Come pulitore/restauratore, nel 1894 venne incaricato della pulizia di busti in Certosa eseguiti da Conti, Torreggiani e Tenerani; nel 1908 esaminò il busto di Ercole II d'Este del marmista Francesco Leoni (1845-1924) da esporre alla Mostra del Po a Piacenza e sempre con Leoni, per la Ferrariae Decus, trasportò il monumento di Tommasina Gruamonti dall'Ateneo in Certosa dopo averlo restaurato.

## Lo stile
Sicuramente influenzato dalle tendenze in scultura assimilate durante il periodo lombardo, nella sua variegata produzione subì altresì l'influsso di taluni scultori centro-meridionali, probabilmente conosciuti durante le mostre da lui visitate. Si può dire che Legnani fu a Ferrara il massimo esponente dell'eclettismo tipico d'età umbertina per quanto riguarda la scultura, citando quasi l'iperrealismo nella resa dei tessuti tradotti in marmo. Col passare degli anni, uniforma le sue opere allo stile corrente a livello nazionale.

## Concorsi ed esposizioni
Partecipò al concorso per la realizzazione del monumento ferrarese dedicato a Giuseppe Garibaldi, eseguito poi da Golfarelli.
Nello stesso anno in cui iniziò l'insegnamento (1886), sconfisse Longanesi ad una mostra della Tisi presentando alcuni busti e vincendo la medaglia d'oro; venne invitato alla V Esposizione Nazionale Artistica a Venezia (1887) dove ritrovò alcuni compagni di scuola (Bistolfi, Previati, Segantini).
Alle rassegne della Tisi negli anni 1873 e '77, espose vari quadri tra cui Il medico condotto, La porta degli Angeli, Le prime ore del mattino e la scultura Il dolore. Nel 1882 e 1885 portò La suonatrice di ghironda (esposta a Milano nel 1881), i due bozzetti La morente e I fiori sulla tomba, un busto di fanciullo, Costume romano e altri busti, venendo premiato con medaglia d'oro; nel 1887 e 1888 (premiato dal Ministero della Pubblica Istruzione), espose due paesaggi sorteggiati tra le opere dei soci; nel 1889 i cotti La schiava, La friulana, un fanciullo, signora e Marinaio; nel 1890, Il marinaio; negli anni 1891, 1894 e 1895 cinque opere tra cui un medaglione in marmo; nel 1901, sei copie in scagliola del ritratto di Giuseppe Verdi ed infine, nel 1905, il Ritratto di Grillenzoni.
Nel 1872 partecipò alla mostra del Civico Ateneo; nel 1892 a quella di Palazzo dei Diamanti e nel 1893 a quella del Circolo Artistico Ferrarese (Busto d'operaio, Chioggiotto, vari bozzetti in cotto); nuovamente ai Diamanti nella primavera del 1900: nove lavori tra cui Suonatrice di liuto, una danzatrice e sette piatti decorativi che gli valsero il Diploma di I° grado, superando Chinarelli, Chendi e il giovane Minerbi, e nel 1901 (Ave Maria in marmo; medaglioni in scagliola e terracotta bronzata di Giuseppe Verdi, ricevendo commissioni di copie da parte di svariate famiglie nonché dalla stessa Tisi)). Espose, oltre che a Venezia nel 1887, a Bologna nel 1888 (Piccolo marinaio, busto in marmo, oggi nella raccolta Assicoop Modena-Ferrara) in occasione del VII° Centenario dell'Università felsinea.
Agli inizi degli anni Ottanta, la Tisi subì una forte crisi dovuta, secondo i firmatari della polemica inviata ai giornali, allo scarso vantaggio morale e materiale delle esposizioni più recenti (quelle annuali del 1890, '91, '92): vi aderirono, oltre a Legnani, Ernesto Maldarelli, Ambrogio Zuffi, Mazzolani, Medini, i due fratelli Angelo e Giovan Battista Longanesi-Cattani, che istituirono il Circolo Artistico Ferrarese.
Nonostante fosse stato invitato, non poté invece partecipare alla Prima Esposizione di Belle Arti a Livorno nel 1886.

## Opere

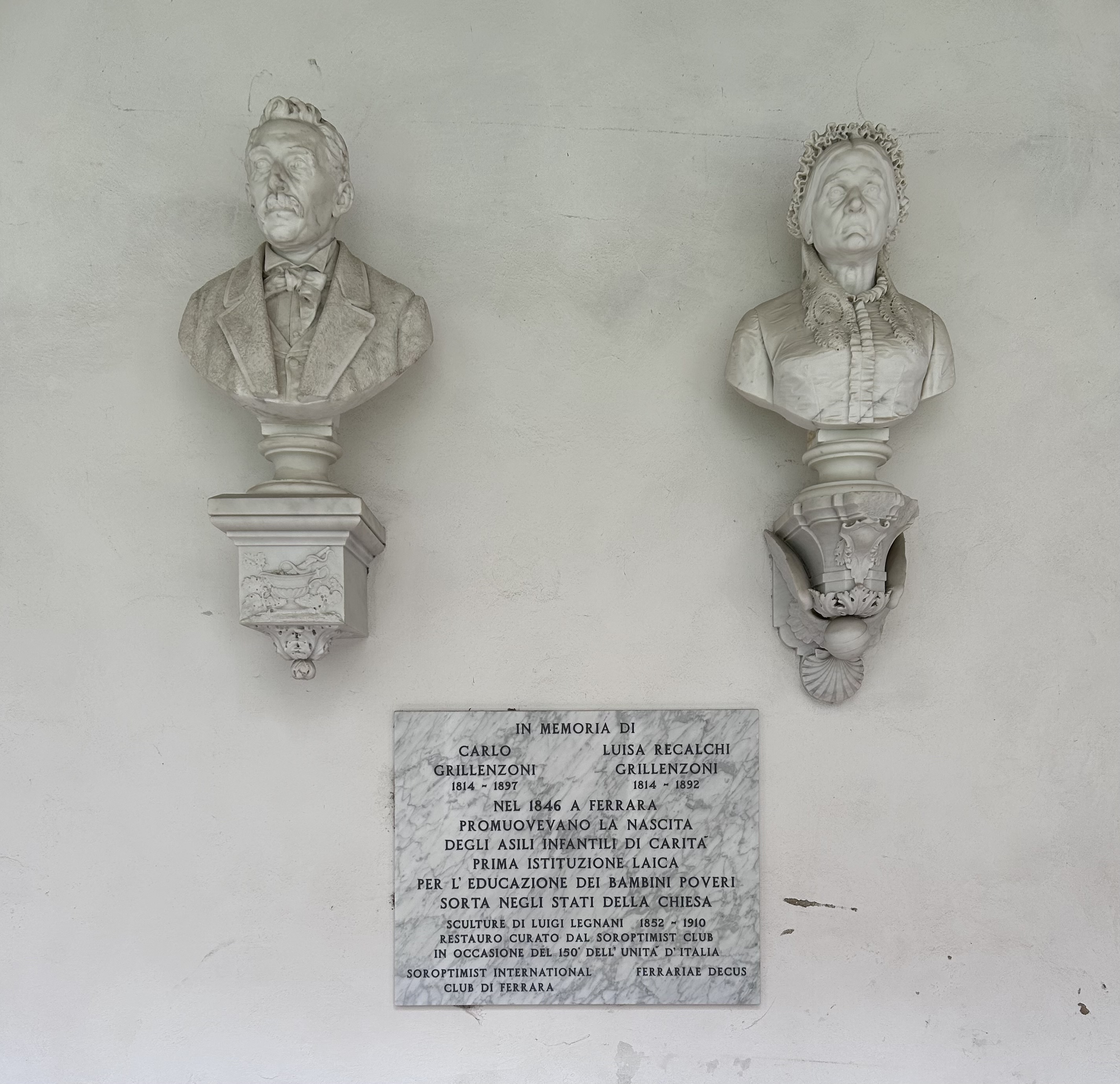
Busti di Carlo Grillenzoni e Luisa e Recalchi Grillenzoni, chiostro basilica Santa Maria in Vado, Ferrara

Oltre a quelle già citate, vi sono opere a carattere saffico e sensuale (La coucheuse), ritratti di prefetti (Michele Miani), canonici, giovinette e gentildonne, in un insieme eclettico, sottoposto alle svariate esigenze delle committenze provinciali, rispettate con impeccabile senso del mestiere mentre non vi sono sue opere nelle chiese a causa della sua scarsa inclinazione religiosa.
Visti i legami coi collezionisti ferraresi, Legnani eseguì il busto in gesso della moglie di Antonio Santini, Malvina Montanari (morta nel 1881 all'età di 43 anni), del bambino Alberto Zaina (1885, cotto, Museo Civico di Palazzo Massari) e di Nina, figlia di Ettore Testa, in Certosa, arco n. 251.
Per la Certosa di Ferrara eseguì un gran numero di busti, monumenti e figure allegoriche dal 1882 in poi:
- Tomba Mosti, 1876
- Monumento di Clarina Avogli Trotti, inaugurato a fine 1885, arco n. 96
- Preghiera, 1885
- Tomba Chiarabelli-Azzolini, 1886 (uno dei rari casi di opera firmata), arco n. 82[27]
- Tomba Guerrini Poli, 1887/88, arco n. 256
- Tomba Galloni Gardi, ritratti affiancati, 1887, arco n. 463
- Busto Crema, 1887, Cappella Crema (altra rara opera firmata)
- Tomba di Maria Teresa Roda Borelli, 1888, arco n. 59, con la tomba del pittore Mazzolani (1842-1916), imparentato con la famiglia tramite la moglie Antonietta[28]
- Tomba Venturini Bonsi, 1892, arco n. 259
- Tomba Frabettii (ora Sturla-Avogadri), 1893, arco n. 261[29][30]
- Tomba Magnani, 1893, arco n. 236
- Tomba Lattuga, inaugurata nel 1895, arco n. 60[31][32]
- Busto di Bice Costabili, firmato e datato sul fianco in data 1897, Cappella Mosti-Trotti
- Busto della signora Maria Bianchini Zanibelli[3]
- Tomba Frabetti, ora Avogadri-Sturla[30]
- Tomba Anna Barillari-Cavalieri, 1905/07, arco n. 281, il cui bozzetto dell'Amorino è al Convento di Santo Spirito[4]

Busti presenti nella Sala Benefattori dell'Ospizio di Ferrara, ora Palazzo del Centro Servizi alla Persona:
- Galeazzo Massari, 1900: in marmo a Palazzo Ricasoli e all'Ospizio di Ferrara e delle tre copie in gesso, una in Certosa (Cappella Massari Zavaglia) e due all'Archivio di Stato, una delle quali senza basamento[4][34]
- Paolo Lovetti, 1907
- Gaetano Poli
- Augusto Ronchi
- Batmos Bellati

### Altre opere
- Busto di Cavour, 1883, Museo del Risorgimento e della Resistenza[35][36]
- Busto del sindaco Gaetano Spisani, 1886, marmo, Municipio di Copparo[4]
- Busto di Grillenzoni, 1886 (Teatro anatomico di Palazzo Paradiso[3]) 1903, scalone dell'Istituto Esposti e Maternità[4], 1905 (Museo del Risorgimento e della Resistenza, Ferrara)[4]
- Copia dei busti di Carlo Grillenzoni, Luisa Recalchi Grillenzoni e del medaglione di Carlo Grillenzoni, 1888, marmo, ex asilo Grillenzoni ora Casa Betania[4][37]
- Busto di Torquato Tasso, 1895, marmo[38] in Ariostea[39] e all'Archivio di Stato di Ferrara[4]
- Busto della Dolente, 1897, Arcispedale Sant'Anna[4]
- Busto di Antonio Frizzi, 1900, marmo, Sala dei Matrimoni, Comune di Ferrara[40] mentre il modello in gesso all'Archivio Storico Comunale[12]
- Busto di Giovanni Martinelli, 1906, marmo[41] Biblioteca Ariostea[4]
- Busto, 1907, atrio del Ricovero di Ferrara
- Busto di Girolamo Frescobaldi, 1908, atrio Teatro Comunale[4]
- Busto di Giuseppe Verdi[42]
- Tomba Grossi[43]
- Bustino di fanciulla, Palazzo Massari[4]

## Opere di incerta attribuzione
- Ritratto di Ludovico Ariosto, Ferrara, Collezione Cavicchi
- Medaglione di Ludovico Ariosto, marmo, Biblioteca Comunale Ariostea[44]
- Tomba Venturini, (opera attribuita)[45]
- Sepolcro Guglielmini, (opera attribuita),arco n. 274[46]